# Estadio Finca Damas
El Estadio de Finca Damas es un estadio ubicado en Quepos, Costa Rica. Su sede es utilizada por Quepos Cambute F.C. de la Liga de Ascenso.